# Shulan
Shulan (舒兰 ; pinyin : Shūlán) est une ville de la province du Jilin en Chine. C'est une ville-district placée sous la juridiction administrative de la ville-préfecture de Jilin.

## Démographie
La population du district était de 670 279 habitants en 1999.